# История хоккея с мячом
История хоккея с мячом (бенди) началась в середине 19 века.

## Зарождение
Родоначальниками современного бенди следует считать англичан. Не удивительно, что общепринятый международный термин, обозначающий этот вид спорта, повторяет название аналогичной средневековой английской игры. Именно из Англии этот вид спорта распространился по всей Европе и в Северной Америке, именно англичанами он был занесен в Скандинавию. И даже в России модернизация народных игр с клюшкой в современный вид спорта с установленными правилами произошла не без влияния проживавших в Петербурге англичан — служащих британских компаний в России. Впрочем, к началу века в Европе сформировалось три разных разновидности бенди — английская, популярная также и в основной части континентальной Европы; скандинавская, популярная в Швеции, а также в Норвегии и в этот период — в Германии; русская, популярная в России, а также в Финляндии, входившей в тот период в состав Российской империи. В английскую вариацию играли на небольших полях, аналогичных современным площадкам для хоккея с шайбой, и в составе каждой команды на поле выходило как правило по семь игроков. В России и в Скандинавии для игры использовалось большее поле, аналогичное по размерам футбольному, но в правилах существовали различия, касающиеся размера ворот, наличия бортиков, и «высоких» пасов (в России они были запрещены). В принципе, три разновидности можно условно обозначить как бенди (Англия), хоккей с мячом (Швеция) и русский хоккей (Россия), при этом «английский» бенди очень напоминал существующий в настоящее время младший брат большого бенди — ринк-бенди. Кульминацией новой истории бенди стал проведенный в 1913 г. в Швейцарии (Давос) чемпионат Европы по бенди, а также проводившиеся в этот период Северные игры (подтолкнувшие в последующий период появление Зимних Олимпийских игр), на которых, как минимум, в 1901, 1909, 1913 и 1917 гг. проводились турниры по бенди.

## Европа

### Австрия
Информация о развитии бенди в Австрии весьма отрывочна. Известно лишь, что сборная страны принимала в 1913 г. участие в чемпионате Европы по Бенди, а также то, что Австрия достаточно долго (до конца 20-х годов) оставалась последним оплотом бенди в Центральной Европе.

### Англия
Современный бенди приобрел свои современные очертания в конце XVIII века в округе Фен (графства Кембриджшир и Линкольншир). Центром и законодателем мод в этом виде спорта являлась деревня Бьюри-Он-Фен, появление в которой бенди-клуба датируется 1813 г. Этой командой был поставлен рекорд, который не может быть повторен ни одной другой командой ни в бенди, ни в любом другом виде спорта — клуб из Бьюри-Он-Фен оставался непобежденным более ста лет. Известные современные футбольные клубы «Ноттингем Форест» и «Шеффилд Юнайтед» в своё время были созданы как универсальные клубы любителей футбола и бенди. Известными командами по бенди были «Вирджиния Уотер», «Уинчестер», «Норгэмптон» и «Оксфорд Сити». В 1891 г. английскими клубами была создана Национальная Ассоциация Бенди и в том же году был издан первый свод правил бенди. Сборная Англии принимала участие в прошедшем в 1913 г. Чемпионатом Европы по Бенди, в котором победила, став таким образом первым и единственным за всю историю Чемпионом Европы. Этот успех стал кульминацией истории бенди в Англии: с началом Первой мировой войны проведение регулярных игр было приостановлено и в Англии уже никогда не возобновилось.

### Бельгия
Из истории современного бенди в Бельгии известно лишь то, что сборная этой страны принимала участие в чемпионате Европы по Бенди (Швейцария, 1913 г.).

### Венгрия
Возникновение бенди в Венгрии, являвшейся в начале XX в. частью Австро-Венгерской империи, тесно связано и с возникновением этого вида спорта в Австрии. Первая команда была создана в 1905 году, а первый матч был сыгран в 1907 году. Позже был проведён международный турнир с участием команд Будапешта, Вены, Берлина и Праги. До Первой мировой войны самая известная команда БКЕ (Будапештский лыжный клуб). Вполне вероятно, что венгры входили в состав сборной Австрии, принимавшей участие в чемпионате Европы по Бенди в 1913 г. Среди национальных клубов наиболее заметными были «Академика», «Шегед» и «МТК». Из дальнейшей истории бенди в Венгрии известно, что в 1922 г. национальная федерация внесла ряд изменений и дополнений в правила (уменьшение размера игрового поля, сокращение числа участвующих в игре игроков, замена мячика на шайбу), положивших начало истории венгерского хоккея с шайбой. В 1988 г. бенди в Венгрии был возрожден.

### Германия
Бенди был завезен в Германию «бенди-миссией» популяризатора этого вида спорта Теббута ещё в 1891 г. Однако, интерес к новому виду спорта нашёл своё проявление в полноценных играх лишь в 1901 г. Первым немецким клубом по бенди был «Шарлоттенбургер Айслауферейн», проводивший свои игры на берлинском стадионе Шпреедамм. Из числа заметных немецких клубов начала XX в. можно отметить «Лейпциг», «Пруссен», «Академик» и «Виктория». Основным из них являлся «Лейпциг», выступавший в качестве основы для национальной сборной. Именно это обстоятельство объясняет то, что сборная Германии не принимала в 1913 г. участия в чемпионате Европы по Бенди: Чемпионат проводился в соответствии с «английскими» правилами, в то время, как в Лейпциге использовались «скандинавские». По этой причине Германия присоединилась к России и Швеции, проигнорировавшим чемпионате Европы по Бенди. В год проведения Чемпионата «Лейпциг» принимал участие в турнире по бенди, проводившемся в Стокгольме в рамках Нордических игр.

### Дания
«Бенди-миссия» Теббута, популяризировавшая бенди в Германии, в 1893 г. завезла этот вид спорта и в Данию. Впрочем, как и в Германии, в Дании прошло достаточно много лет от момента знакомства с бенди до момента начала регулярных игр. В Дании их проведение началось только с 1906 г. Бенди был особенно популярен в районе Копенгагена и в стране доминировал клуб «Кобенхавнс Скойтефоренинг». Этот клуб принимал участие в Нордических играх 1909 г. и 1917 г., кроме того, датскими клубами было сыграно несколько товарищеских игр со шведскими командами (в основном — из района Мальмё). В 1909 г. был создан Датский Союз Бенди, просуществовавший до 1924 г. После этого бенди в Дании прекратил своё существование.

### Италия
Про бенди в Италии известно лишь то, что сборная этой страны в 1913 г. участвовала в чемпионате Европы по Бенди.

### Латвия
В Латвии, входившей в тот период в состав Российской империи, в бенди начали играть с 1911 г. Как и во всей Европе, игры приостановились с началом Первой мировой войны. Однако, после её окончания, бенди со сцены не сошёл и в период с 1920 г. по 1933 г. в Латвии ежегодно проводился национальный чемпионат, победителями которого в разные годы являлись четыре различных рижских клуба. Правила бенди в Латвии отличались своеобразием: в каждой из команд играло по девять игроков, а размеры ворот были существенно меньше общепринятых. После вхождения Латвии в состав СССР бенди в Латвии возродился на базе Окружного Дома Офицеров в Риге, команда которого стала вице-чемпионом СССР в 1953 г., имея в составе единственного этнического латыша — Мартинса Петерсонса. Всего ОДО (Рига) участвовал в трех чемпионатах СССР по высшей лиги — 1950 г. (15 место), 1952 г. (6-е место) и 1953 г. (2 место) Однако со временем послевоенный латвийский бенди повторил судьбу бенди в Латвии в тридцатые годы и был полностью замещен хоккеем с шайбой. Возродился только в начале XXI века. В 2007 г. латвийская сборная, наспех собранная из бывших хоккеистов с шайбой успешно дебютировала на чемпионате мира в Кемерово в группе Б.

### Нидерланды
Нидерланды были одной из первых стран в континентальной Европе, куда проник бенди. Первый клуб («Амстердамсе») был основан ещё 28 января 1892 г. и 21 февраля 1892 г. состоялась первая официальная встреча между ним и клубом из Харлема (преемником последнего является действующий до настоящего времени клуб «Бломендааль Муссен»). К 1898 г., когда была создана единая федерация бенди и хоккея, клубы бенди действовали также в Хааге, Цволле и Версербеке. Сборная Нидерландов участвовала в 1913 г. в чемпионате Европы по Бенди. До 1963 г., когда бенди в Нидерландах был возрожден, никакой информации о развитии хоккея с мячом в этой стране не обнаружено.

### Норвегия
Футбольный Клуб Христиании (современный Осло) ещё в 1880-х годах приобрел в Англии комплект амуниции для бенди, однако полноценные матчи начались в стране только с 1903 г. В период с 1903 г. по 1908 г. в Норвегии играли в «скандинавский» бенди (по одиннадцать игроков в каждой команде), после чего в течение двадцати лет (до 1928 г.) — в «английский» (по семь игроков), а затем — вновь в «скандинавский». В 1955 г. Норвегия наряду со Швейцией, Финляндией и СССР участвовала в разработке и утверждении унифицированных правил бенди, став, таким образом, одной из четырёх стран, сохранивших бенди и обеспечивших преемственность бенди в новом и новейшем времени.

### Россия
Среди основных вех истории российского хоккея с мячом следует выделить следующие: в 1897 г. петербуржец Петр Москвин адаптирует для бенди правила, действующие в футболе и 8 марта 1898 г. в Санкт-Петербурге на Северном катке на Каменноостровском проспекте состоялась первая игра в соответствии с утверждёнными правилами. В 1903 г. в Санкт-Петербурге в рамках празднования 200-летия города был разыгран первый официальный турнир. В 1906 г. создана Санкт-Петербургская хоккейная лига. В 1914 г. создан Всероссийский Хоккейный Союз, принявший решение о проведении первого всероссийского чемпионата в сезоне 1914—1915 г., однако, этим планам помешала Первая мировая война. В 1922 г. состоялся первый чемпионат РСФСР. В 1927 г. сформирована первая сборная РСФСР. В 1928 г. прошёл первый чемпионат СССР, в котором участвовали сборные союзных республик, Москвы и Ленинграда. В 1936 г. состоялся первый Чемпионат СССР среди клубных команд. С 1937 г. проводились игры на Кубок СССР.

### Финляндия
В Великое Княжество Финляндское, входившее в состав Российской империи, бенди, естественно, проник из России: 21 марта 1899 г. состоялся первый официальный матч между командой Выборгского общества конькобежцев и петербургским «Спортом». С 1908 г. проводится регулярный Чемпионат Финляндии. В 1910 г. Гельсингфорсская хоккейная лига участвовала в создании «Северного Союза Хоккея-Бенди», однако, представляя в этой организации (вместе санкт-Петербургской хоккейной лигой) Российскую империю. Центром финского бенди очень долго оставался Выборг: несмотря на то, что Выборг уже почти 70 лет входит в состав России, выборгский клуб «Виипурин Судет» («Выборгские волки») остается самой титулованной командой Финляндии, 14 раз обладавшей званием Чемпиона Финляндии.

### Франция
Впервые в этой стране матч по бенди состоялся ещё в 1899 г. и доминирующим клубом являлся «Спортинг» из эльзасского Инхайма. Франция участвовала в 1913 г. в чемпионате Европы по Бенди, однако после этого никакой информации о бенди во Франции не имеется.

### Чехия
Начиная с 1890-х годов в этой стране, входившей тогда в состав Австро-Венгерской империи, играли в «хоккей-бенди»: зимой на льду и летом на траве. Возможно чехи участвовали в составе сборной Австрии, принимавшей участие в чемпионате Европы по Бенди в 1913 г., однако организованно в современный бенди в Чехии не играли.

### Швейцария
Бенди в Швейцарии появился ещё в 1880-х годах в районе Санкт-Моритца, где в декабре 1893 г. был основан «Бенди Клуб Санкт-Моритца». Начиная с 1894 г. проводились регулярные игры между «Санкт-Моритцем» и «Давосом», также были известны клубы «Кульм» и «Рест». В 1913 г. Швейцария выступила организатором проведенного в Давосе чемпионата Европы по Бенди, в котором приняли участие сборные Австрии, Англии, Бельгии, Италии, Нидерландов, Франции и Швейцарии. Приглашение на участие в чемпионате было направлено также в Россию, Швецию, Норвегию и Германию, однако Россия, Швеция и Норвегия отказались от участия в нём из-за различий в правилах, а Германия, не отказавшись от участия, тем не менее свою сборную не направила. После завершения чемпионата Европы по Бенди никаких сведений о бенди в Швейцарии обнаружить не удалось.

### Швеция
Бенди в эту страну в 1895 г. завез граф Кларенс фон Розен. В 1901 г. состоялся первый официальный матч между клубами «Упсала» и «Стокгольм», и в том же году эти клубы участвовали в первом турнире по бенди в рамках проводимых Нордических игр. Регулярный Чемпионат Швеции проводится с 1907 г., однако самостоятельная Федерация Бенди Швеции создана лишь в 1925 г. (до этого периода руководить шведским бенди пытались различные спортивные федерации). В марте 2012 в шведском городе Уппсала впервые в истории хоккея с мячом открыт Зал славы шведского бенди.

### Эстония
В Эстонию, также как в Финляндию и Латвию, бенди проник из России. Регулярные игры эстонских команд проводились с 1912 г., а в 1916—1918 гг., 1920—1924 гг. и 1926—1935 гг. проводились Чемпионаты Эстонии. Первым Чемпионом Эстонии был таллинский «Калев», а затем доминировал таллинский «Спорт», 11 раз обладавший титулом Чемпиона Эстонии. Конкуренцию таллинским клубам составляли команды из Нарвы и Тарту. В период между мировыми войнами сборная Эстонии шесть раз играла со сборной Финляндии, однако все шесть игр проиграла. После присоединения к СССР и окончания Великой Отечественной войны бенди в Эстонии культивировался, как и в Латвии в армейских коллективах физкультуры. Так команда «Балтфлот» (Таллин) трижды участвовала в чемпионатах СССР по высшей лиге в 1950—1952 гг.. Наивысшим достижением стало пятое место в чемпионате 1951 г., в чемпионате СССР 1954 г. участвовала команда ОДО(Таллин), которая заняла 8-е и последнее место в высшей лиге. Впоследствии бенди в Эстонии сошёл на нет. После восстановления независимости, во многом благодаря стараниям финских энтузиастов бенди, на рубеже XX—XXI веков бенди в Эстонии был возрожден.

## Азия
Точной информации о бенди в Азии не имеется, однако имеются отрывочные сведения о том, что в начале XX века в Китае, Корее, Монголии и Тибете проводились отдельные игры. Возможно, что в них участвовали проживающие в этих странах англичане или русские. Современный бенди серьёзно проник в Азию лишь в конце XX — начала XXI века.

## Северная Америка
В Северную Америку исторический бенди был завезен английскими колонистами. Однако, в условиях оторванности от Европы, этот народный вид спорта получил в Северной Америке развитие по совершенно иному направлению, нежели в Старом Свете. Международным олимпийским комитетом официально признано, что «ледовый хоккей» (англ. ice hockey, он же «канадский хоккей» или «хоккей с шайбой») возник в Канаде в начале XIX века на основе нескольких аналогичных спортивных игр завезённых эмигрантами из Европы. Причём первоначально в «ледовый хоккей» в Канаде играли мячом, заменив его на шайбу примерно в 1860 году. В Северную Америку обновлённый бенди вернулся лишь в 1970-х годах.

### США
В США хоккей с мячом распространён и культивируется в штате Миннесота. Руководящим органом хоккея с мячом в Соединённых Штатах является Американская ассоциация по хоккею с мячом (англ. American Bandy Association), входящая в Международную федерацию бенди с 11 февраля 1981 года. Также существует Американская лига по хоккею с мячом (англ. American Bandy League), включавшая в 2013 году 10 команд разделённых на два дивизиона. Матчи лиги играются в городе Розвилл на крупнейшем в Северной Америке открытом катке с искусственным льдом — Guidant John Rose Minnesota Oval. Gunnar Cup (так называется чемпионат США по бенди) проводится с 1981 года. С 1985 года разыгрываются Cannon Cup (чемпионат США по ринк-бенди, разновидности хоккея с мячом, в которую играют на катке для хоккея с шайбой) и North American Cup, в котором в первые годы несколько раз побеждали команды из Европы. Самой титулованной командой являются Minneapolis Bandolier (9 побед в Gunnar Cup, 3 победы в Cannon Cup и 9 в North American Cup). Одна из лидирующих команд 1-го дивизиона называется Dynamo Duluth (чемпион США 2013 года), а её эмблема синяя рукописная буква «D» на белом фоне. Ранее в США были команды с названием Minnetonka Dynamo (чемпион США 1994, 1998 и 2000 годов) и Amur Tigers (чемпион 1999 и 2003). Начиная с 1998 года федерации бенди США и Швеции ежегодно проводят Шведско-американский молодёжный бенди лагерь (англ. Swedish-American International Bandy Camp). Сборная США участвует в чемпионатах мира начиная с 1985 года, став пятым участником. Лучший результат — 5-е место в 1985, 1987 и 1989 годах. В 1995 году 19-й чемпионат мира по хоккею с мячом прошёл в США с 30 января по 5 февраля 1995 года.

### Канада
В Канаде в бенди играют в Манитобе, в первую очередь в столице провинции, Виннипеге. Канадская федерация бенди вступила в Федерацию международного бенди 6 июля 1983 года. Сборная страны участвует в чемпионатах мира в группе Б с 1991 года. Лучший результат — 2-е место в группе B в 2005 году.